# Yigoga spissa
Yigoga spissa là một loài bướm đêm trong họ Noctuidae.